# Selaginella lepidophylla

## Descrição
Selaginella lepidophylla, conhecida como planta da ressurreição ou ainda rosa do deserto, é uma samambaia pertencente à família Selaginellaceae e é nativa do deserto de Chihuahua. . Em períodos de escassez de água, torna-se completamente seca, mas rapidamente "revive" após uma chuva.

## Morfologia
As hastes ou caules de S. lepidophylla são verdes, planas, esticadas e dispostas em espiral quando hidratadas. Em contrapartida, após a desidratação, elas adquirem cor cinza-marrom e se encolhem compactamente em uma forma esférica com um diâmetro médio de 6 a 8 cm. As hastes externas, mais antigas, são tipicamente frágeis e protegem as hastes mais internas, as quais formam o centro da roseta verde e achatado, que ao reidratar, desabrocha e se torna fotossinteticamente ativo. 

## Reprodução
Selaginella lepidophylla é heterosporada, ou seja, possui dois tipos de esporângios - microsporângios e megasporângios - que são formados no mesmo estróbilo sobre o esporófito. Os micrósporos, produzidos nos microsporângios, desenvolvem-se em microgametófitos, e os megásporos, produzidos nos megasporângios, desenvolvem-se em megagametófitos. Os micrósporos e os megásporos são dispersos próximos uns dos outros, por isso o anterozoide precisa nadar apenas uma pequena distância para alcançar a oosfera. Cada esporângio possui na axila do estróbilo um apêndice em forma de escama, chamado lígula. Nas plantas heterosporadas, o desenvolvimento do gametófito inicia-se dentro do envoltório do esporo. Assim como nas plantas com sementes, o esporófito jovem é envolvido pelos tecidos do megagametófito e a maior fonte de alimento para o embrião em desenvolvimento são as substâncias nutritivas armazenadas no megásporo. Porém, diferindo das mesmas, Selaginella não apresenta período de dormência no desenvolvimento do embrião, nem tegumentos que originem a casca da semente. Tipicamente, quatro megásporos são produzidos em cada esporângio e depois dispersados. 